# Venezia 79 la fotografia
Venezia 79 la fotografia è stato uno dei più grandi eventi dedicati alla fotografia realizzati in Italia. Con il patrocinio dell'UNESCO, del comune di Venezia e dell'International Center of Photography, dal 16 giugno al 16 settembre 1979, a Venezia ebbero luogo ventisei mostre, quarantasei workshop e un nutrito programma di seminari e convegni: furono esposte 3 500 foto di 500 artisti e 45 tra i migliori fotografi del mondo insegnarono il loro approccio alla fotografia a 1 000 studenti di tutte le nazionalità.
L'annuncio della manifestazione, nel 1978, fu accompagnato da commenti favorevoli e da forti critiche, le critiche riguardarono soprattutto la scelta degli autori in mostra, secondo alcuni troppo poco attenta all'innovazione, e la gestione scientifica delle mostre e dei corsi, ritenuta troppo sbilanciata verso studiosi e maestri stranieri. Tra le voci critiche figurava Ando Gilardi.
La manifestazione ebbe un budget che superava il miliardo di lire dell'epoca. La cifra fu raccolta dall'UNESCO che si avvalse di sponsor privati come Philip Morris e di sponsor tecnici come Kodak e Polaroid, oltre a decine di altre aziende del settore che fornirono gratuitamente prodotti e servizi.

## Le mostre
Le mostre ebbero luogo in vari spazi della città: al Museo Correr, a Palazzo Fortuny, ai Magazzini del Sale alle Zattere, a palazzo Querini Stampalia e nel Padiglione centrale dei Giardini della Biennale:
- Lewis W. Hine, con introduzione di Naomi Rosenblum
- Francesco Paolo Michetti, con introduzione di Marina Miraglia
- Eugène Atget, con introduzione di Pierre Gassmann
- Il conte Primoli, con introduzione di Daniela Palazzoli
- Collezione Alfred Stieglitz, con introduzione di Weston Nael
- Alfred Stieglitz, con introduzione di Beth Urdang
- Edward Weston, con introduzione di Kathy Kelsey Foley
- Tina Modotti, con introduzione di Vittorio Vidali
- La collezione Wagstaff, con introduzione di Sam Wagstaff
- Robert Capa, con introduzione di John Steinbeck
- Henri Cartier-Bresson, con introduzione di Claude Roy
- Eugene Smith, con introduzione di John G. Morris
- Images des Hommes, con introduzione di Max-Pol Fouchet
- The Land, con introduzione di Mark Haworth-Booth
- Paesaggi effimeri: immagini di danza, con introduzione di William A. Ewing
- L'occhio dello spettatore: il mondo del colore
- Hecho en Latino America, con introduzione di Raquel Tibol
- Autoritratto: Giappone, con introduzione di Shōji Yamagishi
- Fotografia Italiana Contemporanea, con introduzione di Italo Zannier
- Weegee, con Introduzione di John Copland
- Robert Frank, con introduzione di Paul Katz
- Diane Arbus, con introduzione di Peter C. Bunnel
- Esplorazione di un mezzo: la collezione Polaroid
- Fotografi Americani Contemporanei
- Fotografia Europea Contemporanea[5]

## I workshop
I workshop, della durata di 5 giorni ciascuno, si svolsero lungo l'arco delle 12 settimane della manifestazione. La sede della segreteria, le aule, i laboratori di sviluppo e le sale di posa si trovavano a palazzo Fortuny a San Beneto. Le esercitazioni sul campo spaziarono per tutta la città: dalla Mostra del cinema al Lido, per gli allievi di Giorgio Lotti, alla villa palladiana La Malcontenta, per gli studenti di Aldo Ballo. Oliviero Toscani scelse di scattare in Piazza San Marco, prevalentemente di notte, mentre Neal Slavin portò i suoi allievi ed il banco ottico 20x25 nelle calli intorno al Teatro La Fenice.
- Erich Lessing: Fotografare l'arte
- Marc Riboud : Fotogiornalismo (Bianco&Nero e Colore)
- Pete Turner: Aspetti del colore
- Robert Heinecken: Dalla foto convenzionale alla fine art
- Guy Le Querrec: Il linguaggio della visione
- George Tice: La stampa perfetta
- Pedro Meyer: Risolvere i problemi fotografici
- Philippe Halsman: Il ritratto psicologico
- Cristian Vogt: Le cose dietro le cose
- Lucas Samaras: Esplorazione interiore
- Francisco Hidalgo: Fotografia a colori creativa
- Luigi Veronesi: Storia teoria e tecnica del fotogramma
- Neal Slavin: Polaroid 8x10 ed altre tecniche del colore
- Marie Cosindas: Still lifes e ritratti istantanei
- Martha Pearson Casanave: Ritratto in Polaroid
- Lee Friedlander: Appuntamento al buio, l'estetica dell'istantanea
- Romeo Martinez: Storia della fotografia, fatti noti ed ignoti dei grandi fotografi
- Arnold Newman: La fotografia come espressione creativa
- Duane Michals: Fotografia e visione interiore
- Nathan Lyons: Visione e linguaggio
- Wladimiro Settimelli: Riscoprendo la storia sociale attraverso le vecchie foto
- Fulvio Roiter: Esplorare Venezia a colori
- Lucien Clergue: Il nudo in luce naturale
- Christopher Broadbent: Introduzione al grande formato
- Will Mc Bride: Creare un libro fotografico
- David Hurn: Raccontare con la fotografia
- Robert Sisson: La fotografia naturalistica
- Italo Zannier: Il linguaggio Fotografico
- Eva Rubinstein: Messaggi dall'interiore
- Nino Migliori: Esperimenti off-camera
- Joseph Saltzer: Sistema zonale per tutti i formati
- Art Kane: Fotografia come teatro
- Stephen Shore: Il colore in grande formato
- Harold Eugene Edgerton: Teoria della luce stroboscopica e fotografia ad alta velocità
- James A. Fox: Raccontare per immagini, dall'idea alla pubblicazione
- Giorgio Lotti: Fotogiornalismo
- Gianni Berengo Gardin: Esplorare Venezia in bianco e nero
- Paul Hill: L'approccio soggettivo-psicologico alla fotografia
- Aldo Ballo: Fotografia d'interno in luce ambiente
- Ernst Haas: Colore e luce
- Mario De Biasi: Reportage
- Lisette Model: Incontri Personali
- Helmut Gernsheim: Storia della fotografia
- Oliviero Toscani: La moda non è solo un vestito[1][7]

## Lo staff
- Comitato tecnico-scientifico: Carlo Bertelli, Cornell Capa, Marcello Lago, Romeo Martinez, Daniela Palazzoli, Paolo Peruzza, Alberto Prandi, Maria Teresa Rubin de Cervin, Italo Zannier
- UNESCO: Maria Teresa Rubin De Cervin, Marcello Lago, Patrizia Zaccaria
- Direzione e logistica dei workshops: George Krause
- Organizzazione e coordinamento iconografico del catalogo: Vittorio Sgarbi, Ruth Silverman, Maria Teresa Train, Italo Zannier.
- Redazione Scientifica del catalogo: Vittorio Sgarbi, Daniela Palazzoli, Italo Zannier.
- Museo di Palazzo Fortuny e segreteria corsi: Sandro Mescola, Stefana Broadbent, Elisa Resegotti
- Comune di Venezia, Assessorato alla Cultura: Paolo Peruzza, Sandro Mescola, Guido Perocco, Giandomenico Romanelli, Daniela Ferretti, Vittorio Gregotti, Franca Semi, Nanni Valle, Roberto Ellero, Madila Gambier, Lucio Allare, Franco Flauto, Roberta Lombardo,Valentino Gallo, Elio Greatti, Antonio Serra, Franco Miracco
- International Center of Photography, New York: Cornell Capa, Anna Winand, William A.Ewing, Steve Rooney, Ron Cayen, Via Winroth, Regina Fiorito, Andrea Sokerka, Anne White.[5]

## Gli allievi
Alcuni tra gli studenti e gli assistenti che hanno partecipato ai corsi si sono affermati come fotografi in tutto il mondo. Tra loro figurano: Joe Oppedisano, Ignacio Urquiza, Luisa Valieri, Claudio Gaiaschi, Giorgio Majno, Francesco Longanesi Cattani, Gaetano Mansi, Sergio Bovi Campeggi, Lionel Pasquon.

### Periodici e quotidiani
- Gianfranco Arciero, Venezia 79 la fotografia, in Fotocultura, n. 4, 1978.
- Giuseppe Turrone, Da Cartier Bresson a Capa, in Corriere della sera, 15 dicembre 1978.
- Adriano Donaggio, Prego, Sorrida 100mila volte, clic!, in L'Espresso, 17 dicembre 1978.
- Paola Mattioli, Venezia 79: maestri e dissenzienti, in La Repubblica, 17 dicembre 1978.
- Nino Cenni, L'arte fotografica a Venezia 79, in L'Arena, 23 dicembre 1978.
- Nino Cenni, L'arte fotografica a Venezia 79, in L'Arena, 23 dicembre 1978.
- Nac, Venezia 79, in Il Giornale Nuovo, 29 dicembre 1978.
- Uliano Lucas, Grande assente l'immagine della realtà italiana, in La Repubblica, 3 gennaio 1979.
- Enzo Catania, Anche la fotografia è politica, in Il Giorno, 14 gennaio 1979.
- Ando Gilardi, Finirà nel comico. Se va bene, in La Repubblica, 24 gennaio 1979.
- Venezia 79 La fotografia, in Casa Vogue, febbraio 1979.
- Candido, Venezia affoga… nelle polemiche?, in Nuova fotografia, febbraio 1979.
- Valeria Prina, Venezia: nasce la fotocittà, in Fotocamera, febbraio 1979.
- Si chiamerà Venezia 79, in Il fotografo, febbraio 1979.
- Paolo Mereghetti, Venezia messa a fuoco, in L'Europeo, 15 febbraio 1979.
- Venezia 79 La fotografia, in Casabella, marzo 1979.
- V.P., Venezia 79: io la farei così, in Progresso Fotografico, marzo 1979.
- Riuscirà il comitato scientifico, in Photo, marzo 1979.
- Fotonotizie dell'immagine, in Fotopratica, marzo 1979.
- Candido, Fotografia sperimentazione e industria, in Nuova Fotografia, marzo 1979.
- Gigi Bevilacqua, Venezia dentro l'obbiettivo, in La Stampa, 17 aprile 1979.
- Giulio Forti, Il colossal controverso, in Fotografare, aprile 1979.
- G. Quaranta, Che cosa si va a vedere, in Fotografare, maggio 1979.
- (DE) Venedig zentrum der fotografie 1979, in Professional Camera, maggio 1979.
- Marcella Campagnano, Tutto il mondo in fotogrammi, in Qui Touring, maggio 1979.
- (EN) Major photography show to open in Venice June 14, in New York Times, 27 maggio 1979,  p. 46.
- Valerio Eletti, E Venezia d'improvviso fece clic, in La Repubblica, 14 giugno 1979.
- Franco Miracco, Venezia si vendica con migliaia di fotografie, in Paese Sera, 15 giugno 1979.
- Giuseppe Turroni, A Venezia con i padri della fotografia, in Corriere della Sera, 19 giugno 1979.
- M.P., Venezia, tutto il mondo in fotografia, in l'Unità, 19 giugno 1979.
- Gianfranco Grieco, Una civiltà, testimonianza di un'epoca, in L'Osservatore Romano, 22 giugno 1979.
- Fulvio Stinchelli, Un secolo di occhiate, in Il Messaggero, 27 giugno 1979.
- Ferdinando Scianna, A Parigi devi piacere a Gamma e Magnum, in L'Europeo, 28 giugno 1979.
- (ES) Giuliana Scimé, Galeria international, in Fotozoom Messico, giugno 1979.
- (EN) C.G. Cupie, A feast of photos, in International Herald Tribune, 6 luglio 1979.
- (ES) Joan Fontcuberta, Venecia 79 capital de la fotografia, in La Vanguardia, 8 luglio 1979.
- Progresso Fotografico, luglio 1979, numero monografico.
- (FR) Hervé Guibert, Des milliers d'istants, in Le Monde, 12 luglio 1979.
- Paola Fallaci, Quando è lei a fare clic, in Annabella, 26 luglio 1979.
- Susanna Merzek, Click, ed è subito opera d'arte, in Amica, 31 luglio 1979.
- (FR) Photo, agosto 1979, numero monografico.
- (DE) Bilda Heynold, Im zeichen der fotografie, in Der Tagespiegel, 7 agosto 1979.
- (DE) Photos im Kulturmenü, in AZ Vienna, 11 agosto 1979.
- (EN) William Weaver, Venice under the camera, in Financial Times, 15 agosto 1979.
- (DE) Albert Mitter, Fotografie als ein Ausdruck, in Neue Zeit, 22 agosto 1979.
- (ES) Manuel Garcia, La fotografia de Tina Modotti en Venecia, in El Pais, 23 agosto 1979.
- Daniela Palazzoli, Uomo Vogue, agosto 1979.
- Kith Bolognesi, Il fotografo, settembre 1979.
- Paolo Preti, Professional Camera, settembre 1979.
- (DE) Gérard Minkoff, Photographies, in Photo cine expert Zurigo, ottobre 1979.
- Gabriele Gianninoni, Vogue Italia, novembre 1979.
- (EN) Milton Gendel, Photography from Zola to Apollo 12, in Art in America, novembre 1979.
- Giuseppe Turroni, Linea Grafica, dicembre 1979.
- (NL) Giuliana Scimé, Exploratie van het medium instant fotografie, in Photo Nederland, dicembre 1979.
- (EN) Don Leavitt, Observations on Venezia 79 La fotografia, in Photo Nederland, gennaio.

### Pubblicazioni
- Venezia 79 La Fotografia, Electa Editrice, 1979.
- Rassegna stampa Venezia 79 la fotografia, Comune di Venezia, Assessorato alla cultura, 1979.
- Francesca Dolzani, Il gioco di nessuno. La forma biennale tra Venezia e Parigi nella fotografia del dopoguerra fino agli anni Ottanta (PDF), Edizioni Ca' Foscari, 2019, DOI:10.30687/978-88-6969-366-3/013, ISBN 978-88-6969-367-0, ISSN 2704-9973 (WC · ACNP).